# Паскаль Янсен
Паскаль Янсен (нід. Pascal Jansen, нар. 27 січня 1973, Алмере) — нідерландський футбольний тренер. З 2020 року очолює тренерський штаб команди АЗ.

## Кар'єра тренера
Янсен народився в Лондоні, Англія, у родині нідерландського співака Ганса Янсена та англійської поп-співачки Сью Чалонер, яка була учасницею музичного дуету Spooky and Sue. У молодому віці він переїхав до Нідерландів і виріс у Зандамі.
Янсен грав у молодіжному футболі за АЗ, «Аякс», «Гарлем» і «Телстар», але завершив кар'єру через травму коліна і не дебютував на професійному рівні.
Розпочав тренерську кар'єру 1993 року, очоливши молодіжну команду клубу «Гарлем», де пропрацював з 1993 по 1998 рік.
У 1998 році він виїхав до Об'єднаних Арабських Еміратів, де працював помічником тренера Рінуса Ісраела у місцевих клубах клубів «Аль-Джазіра» та «Аль-Вахда» (Абу-Дабі). З останнім клубом він завоював Кубок Об'єднаних Арабських Еміратів.
У 2000 році повернувся до Нідерландів і працював в академії «Вітессе». Через дев'ять років він залишив клуб, щоб обійняти таку ж посаду у «Спарті» (Роттердам). У 2011 році він став помічником тренера першої команди Міхела Вонка.
У липні 2013 року Янсен перейшов до роботи з молодіжною командою ПСВ, а через два роки обійняв посаду головного тренера резервної команди «Йонг ПСВ». Влітку 2017 року він змінив Арта Лангелера на посаді голови академії ПСВ.
У 2018 році Янсен залишив ПСВ, щоб стати помічником головного тренера АЗ Джона ван ден Брома, а з 2019 року його наступника Арне Слота. Після звільнення Слота 5 грудня 2020 року Янсен був призначений головним тренером АЗ до кінця сезону. 2 квітня 2021 року було оголошено, що його контракт з клубом продовжено до літа 2023 року.